# أنا الرئيس (مسرحية)

## مسرحية أنا الرئيس
مسرحية كوميدية استعراضية غنائية من إنتاج البيت الفني للمسرح في عام 2015، استمر عرضها لأكثر من 300 ليلة عرض؛ وهي مأخوذة عن مسرحية الكاتب يوسف عوف المأخوذة عن قصة الأديب نيقولاي غوغول «المفتش العام». أعدها وأخرجها محسن رزق وكتب أشعارها وكلمات أغانيها خالد الشيباني ولحنها وائل عقيد. تولت الفنانة عايدة فهمي مديرة المسرح الكوميدي إنتاج المسرحية لصالح وزارة الثقافة والبيت الفني للمسرح وتم عرضها على المسرح العائم بالمنيل في العاصمة المصرية القاهرة، كما قامت بعمل عروض بعدد كبير من المحافظات المصرية .
- أشاد العديد من النقاد بالمسرحية ووصفت الأشعار بأنها موجعة لدرجة البكاء، لأنها لخصت بذكاء الكثير من أنواع المعاناة والمشكلات والأزمات التي يمر بها قطاع كبير من المواطنين، ومتفائلة أيضا لأن هناك أشعارا بدت متماشية مع حالة النشوة والغبطة التي نمر بها بخصوص المستقبل

## الأبطال
- سامح حسين
- حنان مطاوع
- نادية شكري
- فتحي سعد
- أيمن إسماعيل

## الأغاني والأشعار
أشعار وأغنيات المسرحية من تأليف الشاعر خالد الشيباني وألحان وائل عقيد وتوزيع سامر عادل
- أجمل عروسة - غناء (سامح حسين ؛ حنان مطاوع  والأبطال)
- احنا الهبيشة  - غناء (فتحي سعد والأبطال)
- الحب عليه حاجات - غناء (سامح حسين ؛ حنان مطاوع)
- عفاريت وأبالسة - غناء (سامح حسين ؛ حنان مطاوع  والأبطال)
- شلوت سيادتك (الأبطال)
- أنا الرئيس (سامح حسين)
- بلادي يا مهد الحضارة (سامح حسين ؛ حنان مطاوع  والأبطال)
- صفر مرمي ع الشمال ( قصيدة)
- سيدي الرئيس (قصيدة)